# Federico Anders
Federico Anders (Dresda, ... – Napoli, 17 luglio 1800) è stato un pittore tedesco.
Attivo come restauratore a Roma, dove è documentato nel 1765, operò anche a Napoli alla corte di Ferdinando I dal 1787 alla morte.

## Biografia
Di formazione romana, fu allievo di  Mengs e venne invitato a corte su suggerimento del paesaggista tedesco Jakob Philipp Hackert, che nella sua autobiografia redatta da Goethe ne ricorda le circostanze: Anders dà prova della sua arte restaurando sotto gli occhi del re quattro dipinti della galleria di Capodimonte: la Danae di Tiziano, la Pietà di Annibale Carracci, la Sacra Famiglia di Bartolomeo Schedoni e la Madonna della gatta di Giulio Romano, oltre alla Deposizione di Cristo di Jusepe de Ribera della Certosa di San Martino, malamente ridipinta da un maldestro restauratore napoletano, Giovanni D'Episcopo, che poi diventerà suo allievo. Il restauro soddisfa pienamente il re, che espone i quadri restaurati nella sua anticamera del Palazzo Reale a Napoli e assegna un consistente stipendio ad Anders assumendolo come restauratore di Corte.
Nel dicembre di quello stesso anno, poco dopo la conclusione dei restauri, Jakob Philipp Hackert pubblica la Lettera sull'uso della vernice nella pittura, che verrà poi ristampata nel 1788 sul periodico romano «Giornale delle Belle Arti» assieme ad una polemica Risposta. Hackert nella lettera loda le capacità di Anders, ricordando i restauri eseguiti per il re, mentre nella Risposta questi interventi vengono aspramente criticati. Altre voci interverranno nella polemica causata dalla lettera.
Anders sarà ricordato da Goethe anche nel suo Viaggio in Italia, e in un suo altro scritto in cui esamina le tecniche di restauro.